# Vermelhão

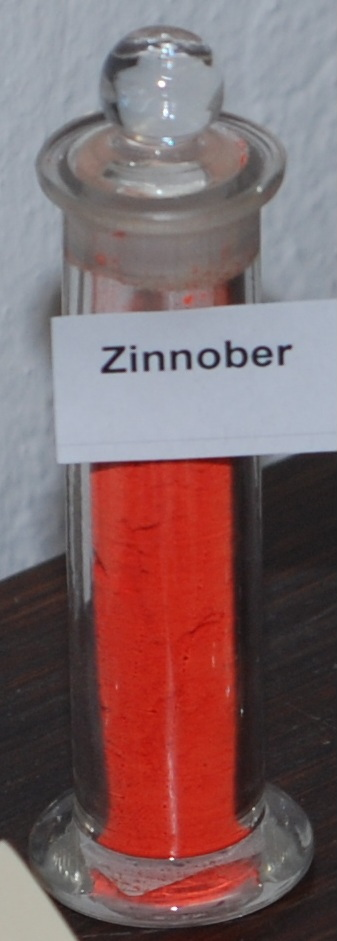
Vermelhão, historical dye collection, Technical University of Dresden, Germany

Vermelhão (em francês:  vermilion; do francês antigo vermeillon) é um pigmento opaco alaranjado que tem sido usado desde a antiguidade. O pigmento ocorrente na natureza é conhecido como cinabre. Quimicamente, o pigmento é sulfeto mercúrico (HgS) e como muitos compostos de mercúrio é tóxico.
Hoje, vermelhão é na maior parte comumente produzido artificialmente reagindo mercúrio com enxofre derretido. A maior parte do vermelhão produzido naturalmente vem de cinabre extraído na China, daí seu nome alternativo vermelho China ou vermelho chinês.

## Outros usos do nome
Também se conhece com o nome de "vermelhão" um pigmento a base de Óxido de ferro(III)  que se utilizava na confecção de pisos de cimento queimado , notadamente em casas do interior rural para disfarçar as manchas de terra .